# In My Heart
In My Heart – drugi singiel szkockiego zespołu Texas pochodzący z ich drugiego albumu Mothers Heaven, wydany w roku 1991. Uplasował się na 74 miejscu oficjalnej listy UK Albums Chart. Singiel też pojawił się na amerykańskiej liście przebojów Billboard "Modern Rock Tracks" gdzie doszedł do 14 miejsca.

## Lista utworów

### wersja 7" / Wielka Brytania / TEX 6 / 866 026-7[3]
| A. | "In My Heart"         |  |
|    | Spiteri / McElhone    |  |
| B. | "Is What I Do Wrong?" |  |
|    | Spiteri / McElhone    |  |

## Lista utworów (inne wersje)

### wersja 12" / Wielka Brytania / TEX 612 / 866 027-1[4]
| A1. | "In My Heart"         |  |
|     | Spiteri / McElhone    |  |
| A2. | "Is What I Do Wrong?" |  |
|     | Spiteri / McElhone    |  |
| B1. | "You Gave Me Love"    |  |
|     | Spiteri / McElhone    |  |
| B2. | "In My Heart (Remix)" |  |
|     | Spiteri / McElhone    |  |

### wersja CD / EU / TEX CD6 / 866 027-2[5]
| 1. | "In My Heart"         | 4:14  |
|    | Spiteri / McElhone    |       |
| 2. | "Is What I Do Wrong?" | 3:07  |
|    | Spiteri / McElhone    |       |
| 3. | "You Gave Me Love"    | 5:42  |
|    | Spiteri / McElhone    |       |
| 4. | "In My Heart (Remix)" | 6:36  |
|    | Spiteri / McElhone    |       |
|    |                       | 19:39 |
|    |                       |       |

## Miejsca na listach przebojów
| Lista                              | Pozycja |
| ---------------------------------- | ------- |
| UK (Official Charts Company)       | 74      |
| Australia (ARIA Charts)            | 92      |
| Francja (SNEP)                     | 44      |
| Nowa Zelandia (RIANZ)              | 32      |
| USA (Billboard Modern Rock Tracks) | 14      |

## Twórcy
Źródło

### Skład podstawowy
- Sharleen Spiteri – śpiew, gitara
- Johnny McElhone – bass
- Ally McErlaine – gitara
- Eddie Campbell – instrumenty klawiszowe
- Richard Hynd – perkusja

### Personel
- Realizacja nagrań – George Schilling, Kenny Paterson (Is What I Do Wrong?), Simon Vinestock  (You Gave Me Love)
- Manager muzyczny – GR Management
- Mastering – Bob Ludwig – Masterdisk
- Producent – Tim Palmer, Texas (Is What I Do Wrong?)
- Zdjęcia – Douglas Brothers